# Friedrich George Born
Friedrich George Born (* 1757 in Belgard; † 17. September 1807 in Greifenberg) war ein deutscher Jurist, zuletzt Erster Bürgermeister von Greifenberg und städtischer Landrat. 
Er war der Sohn eines Chirurgen in Belgard. Von 1776 bis 1779 studierte er Rechtswissenschaften an der Universität Halle. 1781 begann er als Auskulator beim Hofgericht Köslin, 1782 wurde er hier Referendar. 1783 wechselte er als Militärrichter in das Dragoner-Regiment XII unter Generalmajor Johann Nikolaus von Kalckreuth. 
Vor 1790 wechselte er auf die Stelle des Zweiten Bürgermeisters von Greifenberg. 1791 wurde er Erster Bürgermeister („consul dirigens“) und städtischer Landrat. Er starb im Jahre 1807.